# Ophiorrhiza amoena
Ophiorrhiza amoena är en måreväxtart som beskrevs av Theodoric Valeton. Ophiorrhiza amoena ingår i släktet Ophiorrhiza och familjen måreväxter. Inga underarter finns listade i Catalogue of Life.